# Wattwil
Wattwil (toponimo tedesco) è un comune svizzero di 8 581 abitanti del Canton San Gallo, nel distretto del Toggenburgo del quale è capoluogo. Il 1º gennaio 2013 ha inglobato il comune soppresso di Krinau.

## Geografia fisica
Il punto più alto del territorio comunale è il Tweralpspitze (1 332 m s.l.m.).

## Storia
Il 1º gennaio 2013 ha inglobato il comune soppresso di Krinau.

## Monumenti e luoghi d'interesse
- Monastero di Santa Maria degli Angeli, costruito nel 1621[2].

## Geografia antropica

### Frazioni
- Krinau
  - Altschwil
  - Au
  - Dreischlatt
  - Gruben
  - Gurtberg
  - Kapf
  - Krinäuli
  - Niederberg
  - Schuflenberg
- Ricken

## Economia
A Wattwil si trovano un ospedale, negozi, banche, agenzie di viaggio e assicurazioni; inoltre opportunità di lavoro grazie alle numerose aziende presenti.

## Infrastrutture e trasporti
La vicina autostrada A53 permette di raggiungere le città di Zurigo e San Gallo. La stazione ferroviaria locale è situata sulle linee Uznach-Wattwil e Romanshorn-Nesslau-Neu St.Johann; vi ferma il Voralpen Express, un treno che collega Lucerna a San Gallo gestito dalla Schweizerische Südostbahn.